# Stellaria brachypetala
Stellaria brachypetala är en nejlikväxtart som beskrevs av Aleksandr Andrejevitj Bunge. Stellaria brachypetala ingår i släktet stjärnblommor, och familjen nejlikväxter.

## Underarter
Arten delas in i följande underarter:
- S. b. alatavica
- S. b. magna